# Gerhard Bremer
Gerhard Bremer (Düsterntal, 25 luglio 1917 – Dénia, 29 ottobre 1989) è stato un militare tedesco, ufficiale delle Waffen-SS durante la seconda guerra mondiale.

## Biografia
Erhard Bremer si arruolò volontario nella III./SS-Standarte "Germania" il 1° ottobre 1936 e fu assegnato alla SS-Junkerschule di Bad Tölz nel 1937. Nell'autunno del 1938, si unì alla 10° compagnia della 1. SS-Panzer-Division "Leibstandarte SS Adolf Hitler" come SS-Untersturmführer. Con questa unità partecipò alla campagna di Polonia ed alla campagna di Francia. Successivamente combatté nei Balcani e fu assegnato al reparto di ricognizione della sua divisione con la quale prese parte all'operazione Barbarossa dal giugno 1941. Come SS-Obersturmführer e comandante della 1ª compagnia motociclistica, si distinse durante l'avanzata nell'Ucraina meridionale e nella presa di Mariupol, per la quale fu insignito della Croce di Cavaliere il 30 ottobre 1941. Il 30 gennaio 1943 fu promosso SS-Hauptsturmführer e assunse il comando del III. / SS-Panzergrenadier-Regiment 26 nel giugno 1943, prima di diventare comandante dell'SS-Panzer-Aufklärungs-Abteilung 12 in Belgio il 30 gennaio 1944. Con questa unità, prese parte ai combattimenti in Normandia e gli fu conferita la Croce d'oro tedesca per le sue azione nei combattimenti nella sacca di Falaise nell'agosto 1944. Il 25 novembre 1944, gli furono conferite le Foglie di quercia della croce di cavaliere per le azioni della sua unità nei combattimenti difensivi nella zona di Namur. Alla fine del 1944 prese parte alla battaglia delle Ardenne, poi combatté in Ungheria, dove fu promosso SS-Obersturmbannführer il 20 aprile 1945. Alla fine della guerra fu fatto prigioniero dai francesi, dai quali fu liberato nel luglio 1948.

## Onorificenze

### Onorificenze tedesche[2]
Mentre si trovava in quest'area, il comandante dell'Abteilung, l'SS-Sturmbannführer Bremer, ricevette notizia da truppe amiche in rotta di un'avanzata di ingenti forze corazzate nemiche provenienti dalla zona di Laval in direzione di Chartres. Dopo aver appreso ciò, inviò immediatamente tutte le forze disponibili in ricognizione. In questo modo, i comandi superiori vennero a conoscenza delle forze nemiche inviate. L'avanzata fu costantemente ritardata dalle pattuglie di ricognizione che rimasero in costante scontro con il nemico.
Dopo che le unità amiche occuparono la linea Laigle-Verneuil, il 15 agosto 1944 la divisione ordinò all'Abteilung di spostarsi nella zona di Evreux. A seguito di una ricognizione indipendente sulla linea Dreux-Houdan-Mantes, l'Abteilung individuò un'avanzata verso nord da parte di forze corazzate nemiche lungo entrambe le sponde del fiume Eure in un momento relativamente precoce. Le deboli forze disponibili, insieme al supporto del Kampfgruppe Wahl, occuparono una linea sul fiume Eure. La ricognizione instancabile e abilmente eseguita permise una chiara comprensione delle forze nemiche e ne ritardò significativamente l'avanzata.
Queste azioni furono adottate dall'SS-Sturmbannführer Bremer di sua iniziativa. Contribuirono in modo decisivo a sventare l'intento del nemico di isolare importanti forze amiche, mentre si stavano ancora ritirando sulla riva occidentale della Senna. Lui e le sue deboli forze bloccarono forze nemiche molto più numerose, ritardarono la loro avanzata e inflissero perdite significative. Si dedicò personalmente al combattimento in modo continuo, spietato ed esemplare.